# Närkholm

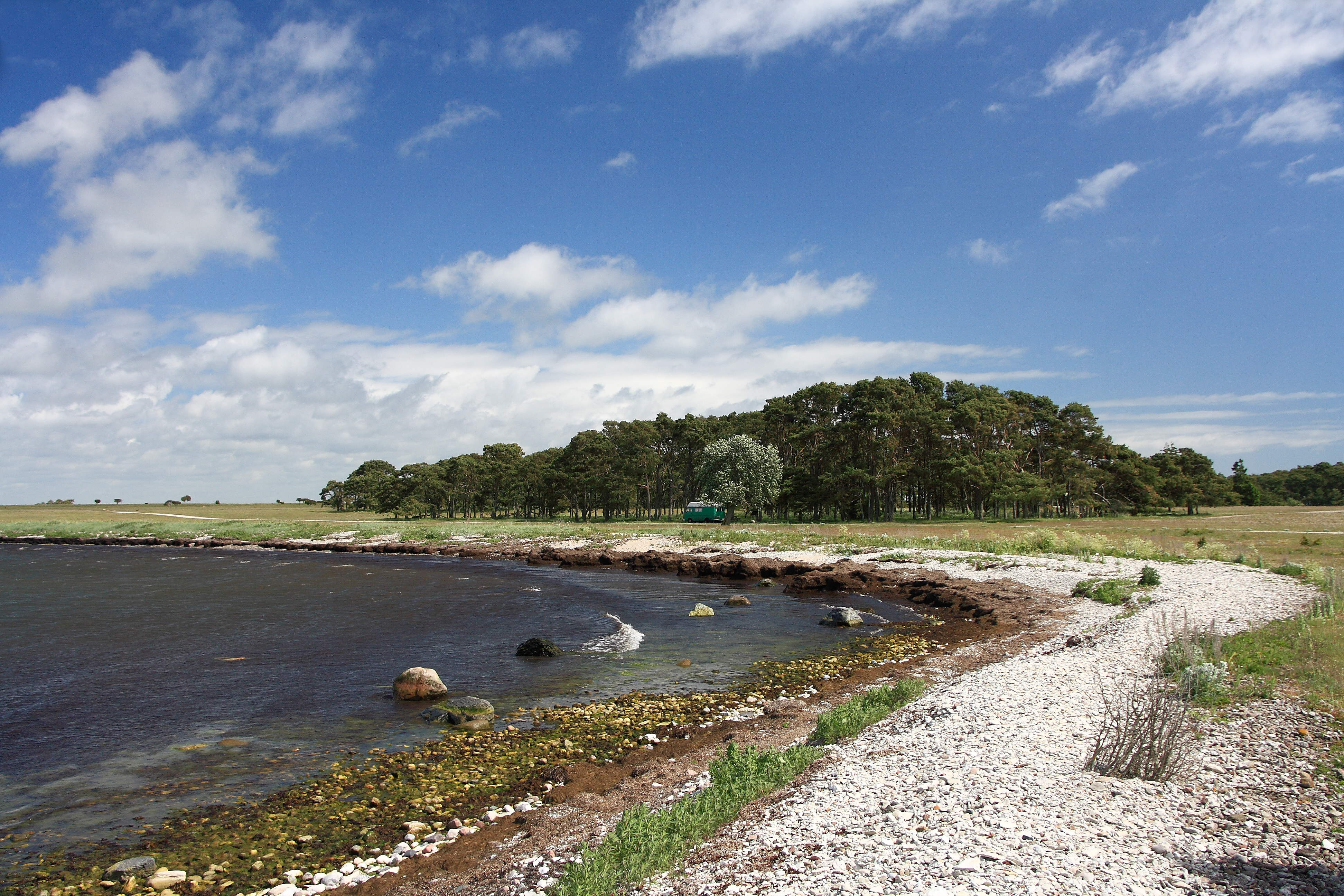
Strand auf Närkholm

Närkholm (auch Närsholmen) ist eine unbewohnte Halbinsel im Osten der schwedischen Insel Gotland. Sie liegt etwa vier Kilometer von der nächsten, größeren Siedlung När entfernt.

## Beschaffenheit
Närkholm weist eine savannenartige Vegetation und eine artenreiche Vogelwelt, darunter zahlreiche Nonnengänse, Rotschenkel, Trottellummen und Kiebitze, auf. Aus diesem Grund ist der Zutritt in der Zeit vom 15. März bis zum 15. Juli eingeschränkt. Das Gebiet ist als Natura-2000-Gebiet klassifiziert und umfasst eine Fläche von 4,15 km².

## Gebäude

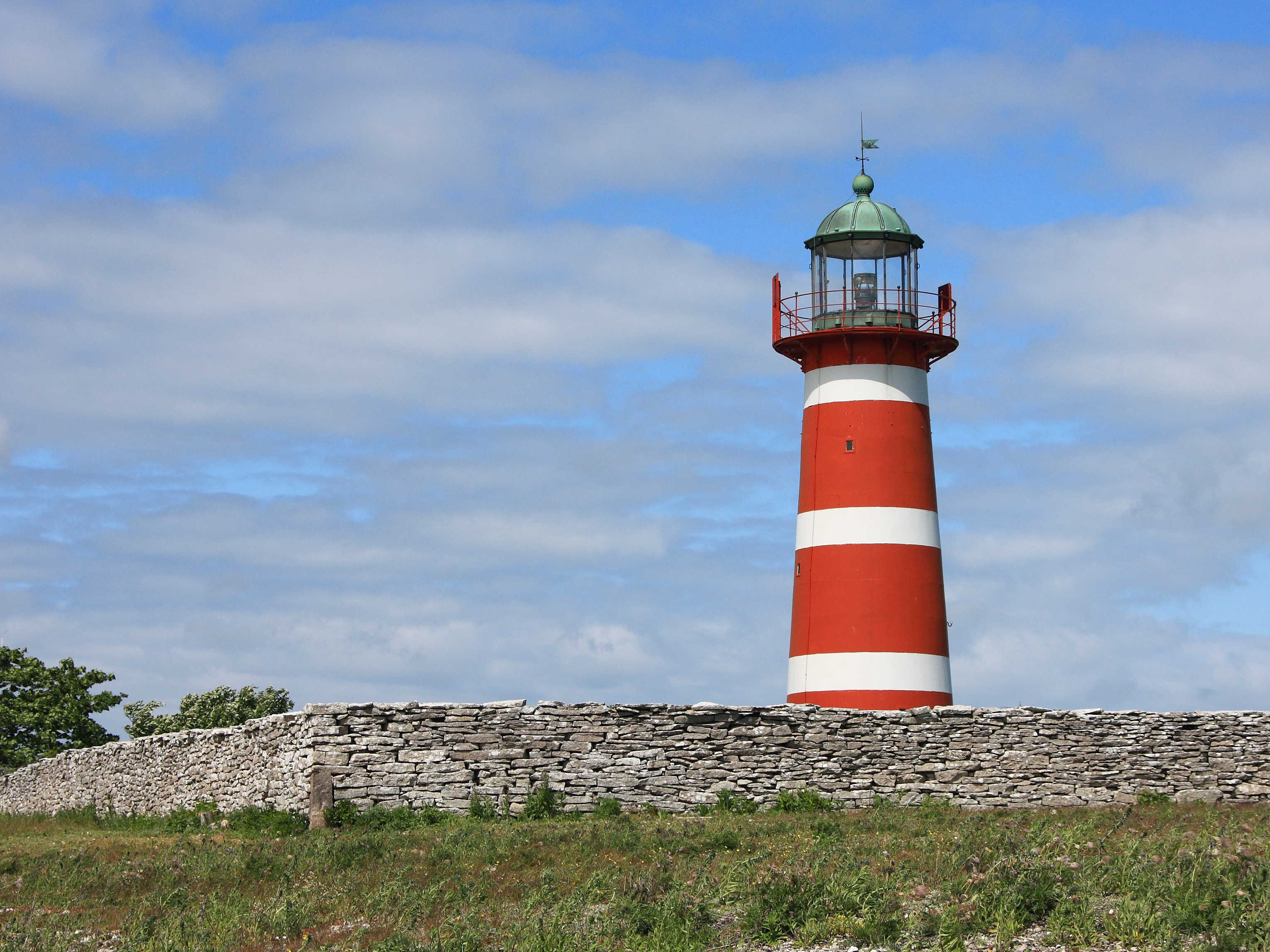
Leuchtturm När

Auf der Halbinsel befindet sich der 16,30 m hohe Leuchtturm När, der 1872 erbaut wurde und seit 1961 automatisiert betrieben wird, sowie zugehörige Wartungs- und Wirtschaftsgebäude.